# うめつゆきのり
うめつ ゆきのり（男性、1966年11月29日 - ）は、日本のアニメーター、キャラクターデザイナー、イラストレーター。本名は梅津 行則（読みは同じ）。
美少女ゲーム誌『メガストア』の表紙イラストなど、強烈なエロティシズムを前面へ押し出した成人向けの仕事で知られているが、一般向けの仕事も多く担当している。

## 作品一覧
「※」は「梅津行則」名義。

### テレビアニメ
- ななこSOS - 動画、仕上げ ※
- アイドル伝説えり子 - 原画
- 姫ちゃんのリボン - 原画
- VIRUS ‐VIRUS BUSTER SERGE‐ - 原画
- おねがい☆ツインズ - 原画 ※
- まじかるカナン - オープニングアニメーション原画 ※
- ゾイドジェネシス - 原画
- 甲虫王者ムシキング 森の民の伝説 - 原画
- 錬金3級 まじかる?ぽか〜ん - 原画
- ちょこッとSister - 小物デザイン、アイキャッチ原画
- もえたん - マジックアイテムデザイン
- 明日のよいち! - 原画 ※
- 迷い猫オーバーラン! - 作画監督、アニメ雑誌ポスター原画、抱き枕原画、購入特典原画
- アマガミSS - 作画監督、作画監督補佐、アニメ雑誌ポスター原画、原画
- マケン姫っ! - オープニングアニメーション原画
- 僕は友達が少ない - 原画
- アマガミSS+plus - 原画
- 恋と選挙とチョコレート - 作画監督補佐、オープニング・エンディングアニメーション原画
- 僕は友達が少ないNEXT - オープニング・エンディングアニメーション原画、劇中ゲームイラスト
- サムライフラメンコ - 作画監督、作画監督補佐
- いなり、こんこん、恋いろは。 - 原画
- デート・ア・ライブII - 作画監督補佐
- トリアージX - 原画
- エロマンガ先生 - プロップ原案

### OVA
- 夢次元ハンターファンドラ - 動画 ※
- 海の闇、月の影 - 原画 ※
- CAROL (アニメ) - 原画 ※
- 左のオクロック!! - 原画 ※
- 究極のシェフは美味しんぼパパ（アニメ） - 原画
- モルダイバー - 原画 ※
- 間の楔 - 原画 ※
- THE 八犬伝 〜新章〜 - 原画 ※
- KEY THE METAL IDOL（キィ・ザ・メタル・アイドル） - 原画
- 不思議の国の美幸ちゃん - 原画
- 闘神伝 - 原画
- 超人学園ゴウカイザー THE VOLTAGE FIGHTERS - 原画
- Phantom -PHANTOM THE ANIMATION- - レイアウト協力 ※
- 魔法遊戯 2D版-飛び出す!!ハナマル大冒険 - 作画監督、原画
- げんしけん - 作画監督

### OAD
- DＶD付き ああっ女神さまっ (42) 限定版 - オープニングアニメーション原画
- DＶD付き ああっ女神さまっ (43) 限定版 - 原画
- マケン姫っ！-MAKEN-KI！- (8) DVD付限定版(TV未放送エピソードを収録したオリジナルアニメ)- 作画監督補

### 劇場アニメ
- サイレントメビウス - 原画 ※
- 餓狼伝説 -THE MOTION PICTURE- - 原画
- ああっ女神さまっ - 原画
- NITABOH 仁太坊-津軽三味線始祖外聞 - 原画
- 劇場版 そらのおとしもの 時計じかけの哀女神 - 作画監督協力、第二原画

### Webアニメ
- Candy boy - キャラクターデザイン、作画監督、原画、タオル&タペストリー版権原画

### アダルトアニメ
- 内山亜紀のミルクのみ人形 - 仕上げ[1]
- フルーツバージョン - キャラクターデザイン、作画監督
- AIL-MANIAX - キャラクターデザイン、作画監督
- ボンデージゲーム - キャラクターデザイン、作画監督
- エンジェルブレイド - PV原画

### 一般向けゲーム
- オーロラクエスト おたくの星座　IN ANOTHER WORLD（1993年、PCエンジンSUPER CD-ROM²、原画）
- Revive 〜蘇生〜 - キャラクターデザイン、原画

### アダルトゲーム
- 雀JAKA雀 - キャラクターデザイン、原画
- CRESCENT - キャラクターデザイン、原画
- NOVA -ノ・ヴァ- 魅入られた肢体 - キャラクターデザイン、原画
- SISTERS 〜夏の最後の日〜 - 原画

### 美少女ゲーム誌
- メガストア - 表紙イラスト（創刊 第2号から2002年12月号まで）

### 成人向け漫画誌
- コミックドルフィン - 表紙イラスト
- 激ヤバ!アンソロジー - カバー表紙イラスト（2008年Vol.01号から2010年Vol.18号まで）

### 小説
- 魔幻境綺譚 - カバーイラスト、口絵、本文イラスト[2]
- 囚われのアイドル 渡瀬まみ - カバーイラスト、本文イラスト[3]
- NOVA -ノ・ヴァ- 魅入られた肢体 - カバー絵
- 薔薇の復讐 - 挿絵[4]

## 画集
媚薬 うめつゆきのり画集
発売日：2006年7月31日 ISBN 9784862521217